# Escondido Valley AVA
Escondido Valley AVA (anerkannt seit dem  15. Mai 1992) ist ein Weinbaugebiet im US-Bundesstaat Texas. Das Gebiet befindet sich im Pecos County.  Es handelt sich um die insgesamt fünfte Herkunftsbezeichnung, die in Texas für den Anbau von Wein vergeben wurde. Das Gebiet umfasst theoretisch eine Fläche von 12.900 Hektar, ist jedoch kaum mit Reben bestockt.
Aktuell füllt lediglich der Weinbaubetrieb Ste. Genevieve Wines Weine unter der Bezeichnung Escondido Valley ab.